# Jarosław Okulicz-Kozaryn
Jarosław Okulicz-Kozaryn (ur. 1 sierpnia 1888 w Kownie, zm. 25 grudnia 1955 w Warszawie) – pułkownik dyplomowany piechoty Wojska Polskiego, kawaler Orderu Virtuti Militari.

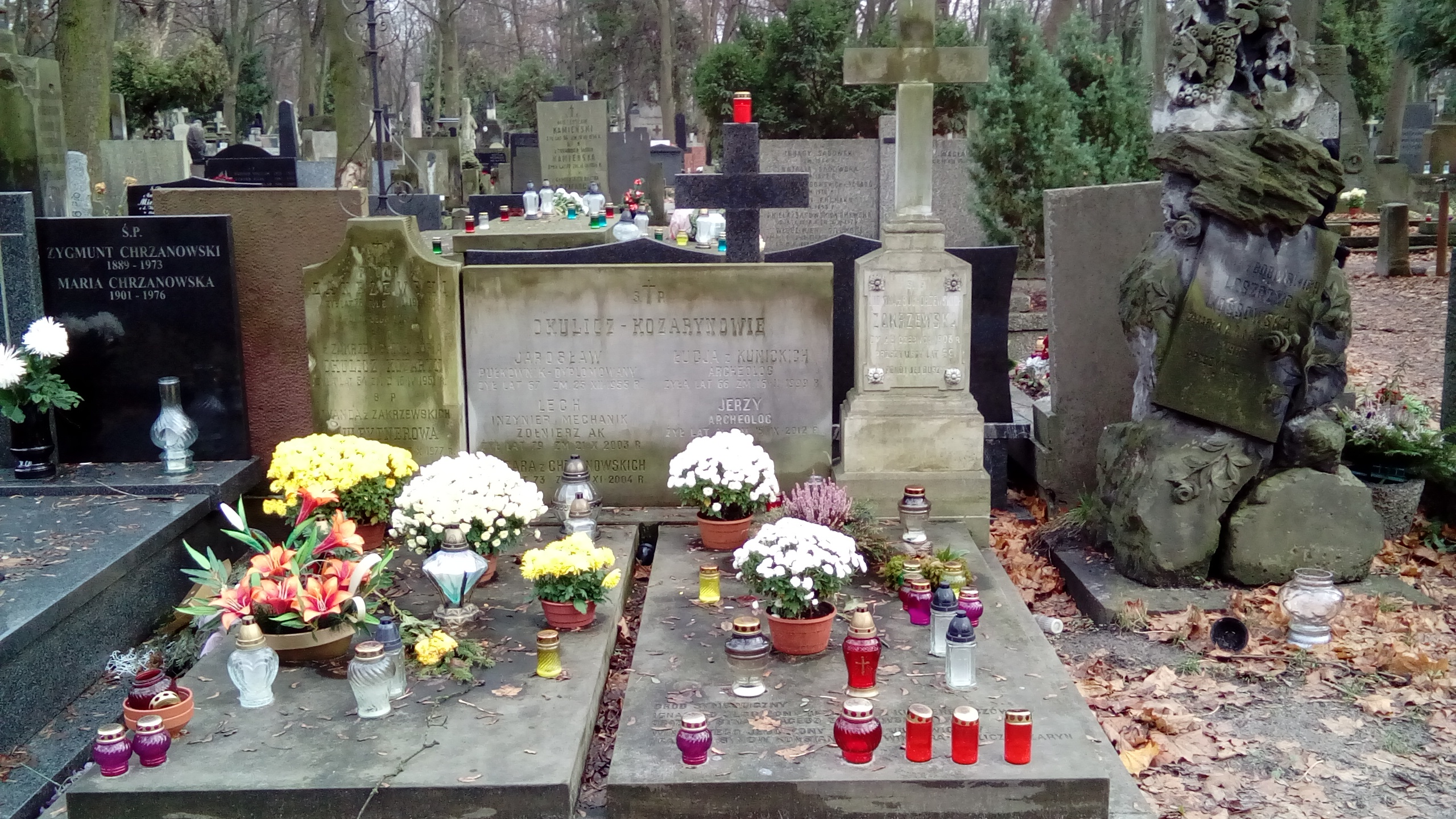
Grobowiec rodziny Okulicz-Kozaryn

## Życiorys
Urodził się 1 sierpnia 1888 w Kownie jako syn Wincentego i Zofii z d. Juniewicz. Uczestniczył w I wojnie światowej w szeregach Armii Imperium Rosyjskiego w stopniu porucznika lotnictwa. Od 1914 do 1916 uczestniczył w walkach przeciwko Niemcom. W 1915 służył jako obserwator I armijnej eskadry w składzie 12 Armii. W tym roku wraz z pilotem I. Orłowem dokonali bombardowania składów amunicji wroga, za co Okulicz-Kozaryn otrzymał Order Świętego Jerzego. W 1916 wykładał w szkole obserwatorów lotniczych w Kijowie.
Został mianowany szefem Misji Wojskowej, która została wysłana przez gen. Józefa Hallera na Syberię, gdzie dotarła w lutym 1919 celem ewakuacji do ojczyzny przebywającej tam 5 Dywizji Syberyjskiej. Został zweryfikowany w stopniu majora.
W 1921 został przydzielony do Wyższej Szkoły Wojennej w Warszawie, w charakterze słuchacza I Kursu Doszkolenia. 3 maja 1922 został zweryfikowany w stopniu podpułkownika ze starszeństwem z dniem 1 czerwca 1919 i 5. lokatą w korpusie oficerów aeronautycznych. 16 września 1922, po ukończeniu kursu i otrzymaniu pełnych kwalifikacji do pełnienia służby na stanowiskach Sztabu Generalnego, został przydzielony do Dowództwa Okręgu Korpusu Nr III w Grodnie. Początkowo pełnił służbę w Oddziale III, a w latach 1923–1925 na stanowisku zastępcy szefa sztabu, pozostając oficerem nadetatowym 1 pułku lotniczego w Warszawie. 12 listopada 1925 został przydzielony do 41 pułku piechoty w Suwałkach. Później został przeniesiony z korpusu oficerów aeronautyki do korpusu oficerów piechoty. 11 czerwca 1927 został przeniesiony do 29 pułku Strzelców Kaniowskich w Kaliszu na stanowisko dowódcy pułku. 1 stycznia 1928 został awansowany na pułkownika ze starszeństwem z dniem 1 stycznia 1928 i 1. lokatą w korpusie oficerów piechoty. 31 października 1938 został wyznaczony na stanowisko dowódcy Obrony Przeciwlotniczej Okręgu Korpusu Nr III w Grodnie.
Po wybuchu II wojny światowej podczas kampanii wrześniowej 14 września przybył do Wilna i wówczas przejął faktyczne dowództwo nad obroną miasta, prawdopodobnie z racji faktu, iż był najstarszym stopniem oficerem. Po agresji ZSRR na Polskę z 17 września 1939 i zbliżeniu się nazajutrz oddziałów Armii Czerwonej do Wilna, 19 września pułkownik rozkazał wycofanie się wszystkich sił obrony w kierunku granicy litewskiej, po czym sam również opuścił miasto, które zostało zajęte przez Sowietów. Decyzja pułkownika stała się tematem dyskusji: na treść zawartą w książce Wojna polsko-sowiecka 1939 r., autorstwa Karola Liszewskiego i wydaną w Londynie w 1986 odpowiedział historyk Piotr Łossowski.
Podczas swojej służby w latach 1914–1914 wykonywał fotografie, opublikowane w późniejszym czasie. Następnie dokumentował fotograficznie podróż celem ewakuacji 5 Dywizji Syberyjskiej w 1919 i jej powrót do ojczyzny, a w okresie pokoju codzienność 29 pułku Strzelców Kaniowskich.
Jarosław Okulicz-Kozaryn był żonaty z Zofią z Zakrzewskich (1896–1951), z którą miał troje dzieci: Lecha (1924–2004), Halinę i Jerzego (1931–2012), archeologa i prehistoryka.
Zmarł 25 grudnia 1955 w Warszawie. Został pochowany w grobowcu rodzinnym na cmentarzu Powązkowskim w Warszawie (kwatera 87-4-28,29).

## Ordery i odznaczenia
- Krzyż Srebrny Orderu Wojskowego Virtuti Militari nr 5615[22] (27 września 1922)[23]
- Krzyż Oficerski Orderu Odrodzenia Polski (11 listopada 1937)[24]
- Krzyż Walecznych (trzykrotnie)[22] (1922)[25]
- Złoty Krzyż Zasługi (17 marca 1930)[26]
- Krzyż Zasługi Wojsk Litwy Środkowej (1926)[27]

- Order Świętego Jerzego (Imperium Rosyjskie)[4]
- Medal Pamiątkowy Wielkiej Wojny (Francja)[14]